# Fotokonwersja
Fotokonwersja – odwracalna zmiana chemiczna wywoływana przez światło, zwłaszcza jednej formy fitochromu na drugą.